# Brachyphylla
Brachyphylla is een geslacht van zoogdieren uit de familie van de bladneusvleermuizen van de Nieuwe Wereld (Phyllostomidae). De wetenschappelijke naam van het geslacht werd in 1834 gepubliceerd door John Edward Gray.

## Soorten
Er worden 2 soorten in dit geslacht geplaatst:
- Brachyphylla cavernarum Gray, 1834
- Brachyphylla nana G. S. Miller, 1902